# Institutul Sanger
Institutul Sanger, aparținând Trustului Wellcome este o organizație britanică non-profit, axată pe cercetarea în domeniul geneticii. A fost fondată de Trustul Wellcome.
Institutul Sanger se află în Wellcome Trust Genome Campus, lângă satul Hinxton, în apropiere de Cambridge, Marea Britanie. În același campus se află și Institutul European de Bioinformatică. A fost înființat în 1992 sub numele de Centrul Sanger, numit așa după dublul laureat al premiului Nobel Frederick Sanger. A fost inițial un centru de dimensiuni mari dedicat secvențierii ADN și a participat în Proiectul „Genomul uman”. 
Institutul Sanger a avut cea mai mare contribuție unitară la secvențierea genomului uman.
De la înființarea sa, institutul duce o politică de data sharing, iar majoritatea proiectelor de cercetare sunt făcute în colaborare cu alte instituții.
Începând cu anul 2000, institutul are ca misiune și înțelegerea rolului geneticii în stările de sănătate și boală.  
Institutul are în prezent aproximativ 900 de angajați, care lucrează în patru mari arii de studiu: genetica umană, genetica agenților patogeni, genetica șoarecilor și  bioinformatica.

## Facililități și resurse

### Campus

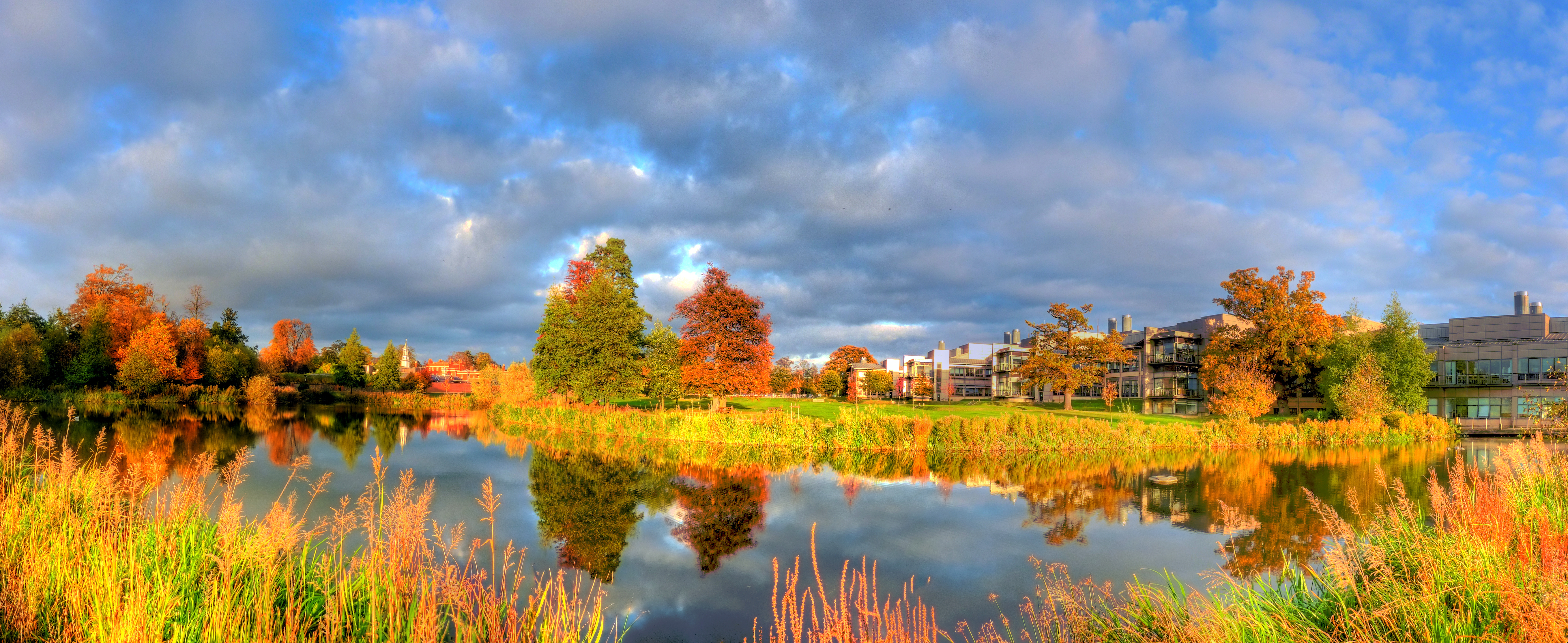
Wellcome Trust Genome Campus

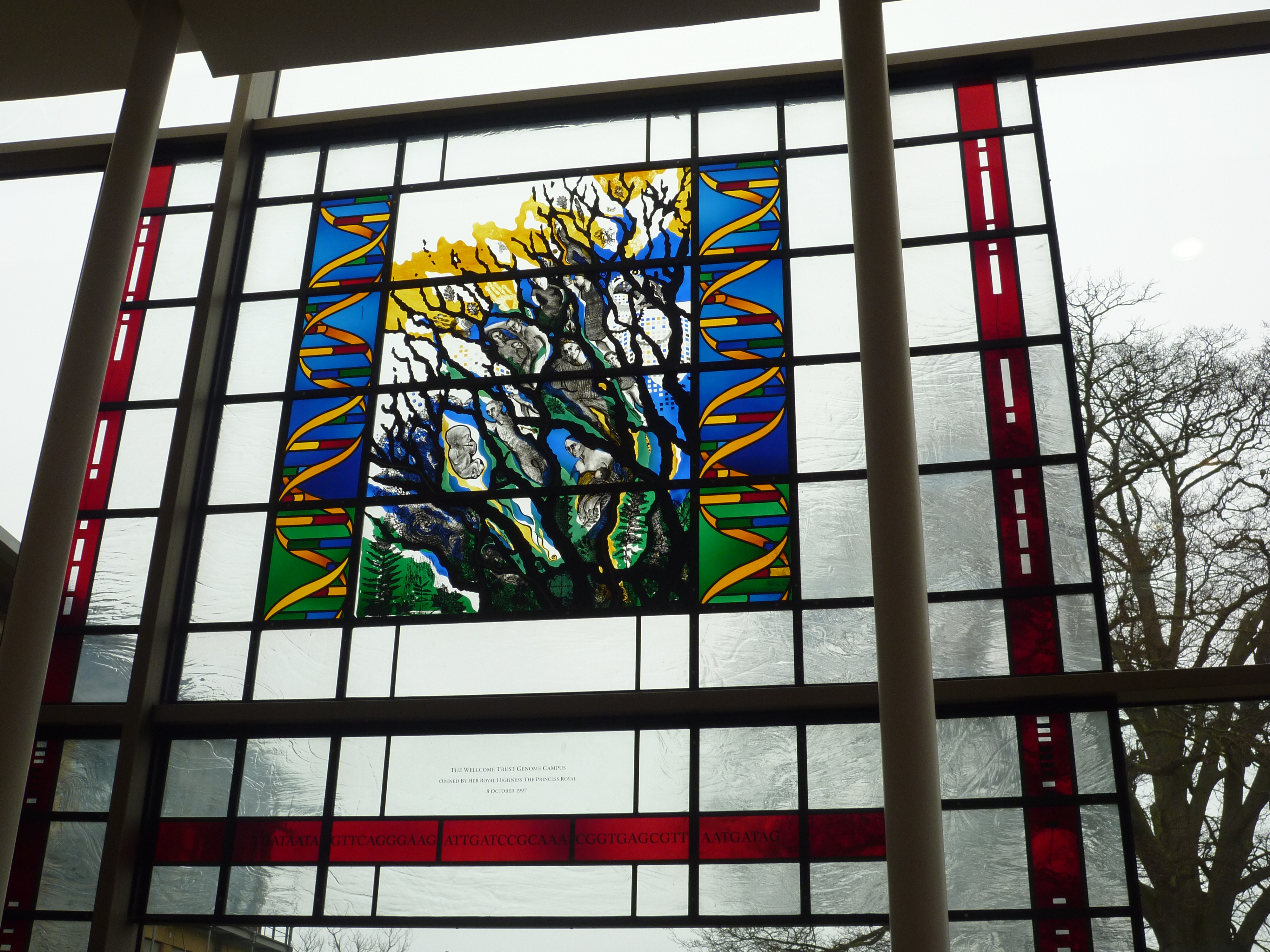
Vitraliu comemorativ din clădirea Sulston a Institutului Sanger

"Campusul ADN-ului" (Genome campus) al  Trustului Wellcome are aproximativ 1300 de angajați, 900 lucrând pentru Institutul Sanger, iar restul lucrând în Institutul European de Bioinformatică și alte companii mai mici.

### Secvențiere
Angajații Institutului Sanger lucrează săptămânal cu milioane de mostre de ADN. Institutul folosește tehnologie de ultimă oră pentru a răspunde la întrebări care până acum câțiva ani nu aveau răspuns.  Datorită progreselor tehnologiei, Institutul Sanger secvențiază genomurile oamenilor, a altor specii vertebrate și a agenților patogeni, în ritm tot mai mare, și la prețuri tot mai mici. Institutul Sanger secvențiază aproximatix 10 miliarde de  baze azotate în fiecare zi. 

### Resurse științifice
Principalele rezultate ale programelor de cercetare de la Institutul Sanger sunt bazele de date care conțin informații din biologie. Bazele de date întreținute de Institutul Sanger sunt:
- COSMIC,[7] un catalog al mutațiilor somatice ale  cancerului
- DECIPHER,[8]  o bază de date a dezechilibrelor cromozomiale ale oamenilor, folosind resurse Ensembl
- Ensembl,[9] un browser de genomuri, găzduit împreună cu Institutul European de Bioinformatică
- GeneDB,[10] o bază de date dedicată agenților patogeni
- MEROPS,[11] bază de date a peptidazelor
- Mouse Genetics Project, o bază de date care conține analiza fenotipică a sute de șoareci mutanți
- Pfam,[12] o bază de date dedicată famiilor de proteine
- Rfam,[13] o bază de date dedicată famiilor de ARN
- TreeFam,[14] o bază de date  a arborilor  filogenetici  a genelor animale
- Vega,[15] o unealtă pentru anotarea genomurilor animalelor vertebrate
- WormBase,[16] o bază de date dedicată c C. elegans și altor viermi

## Cercetare

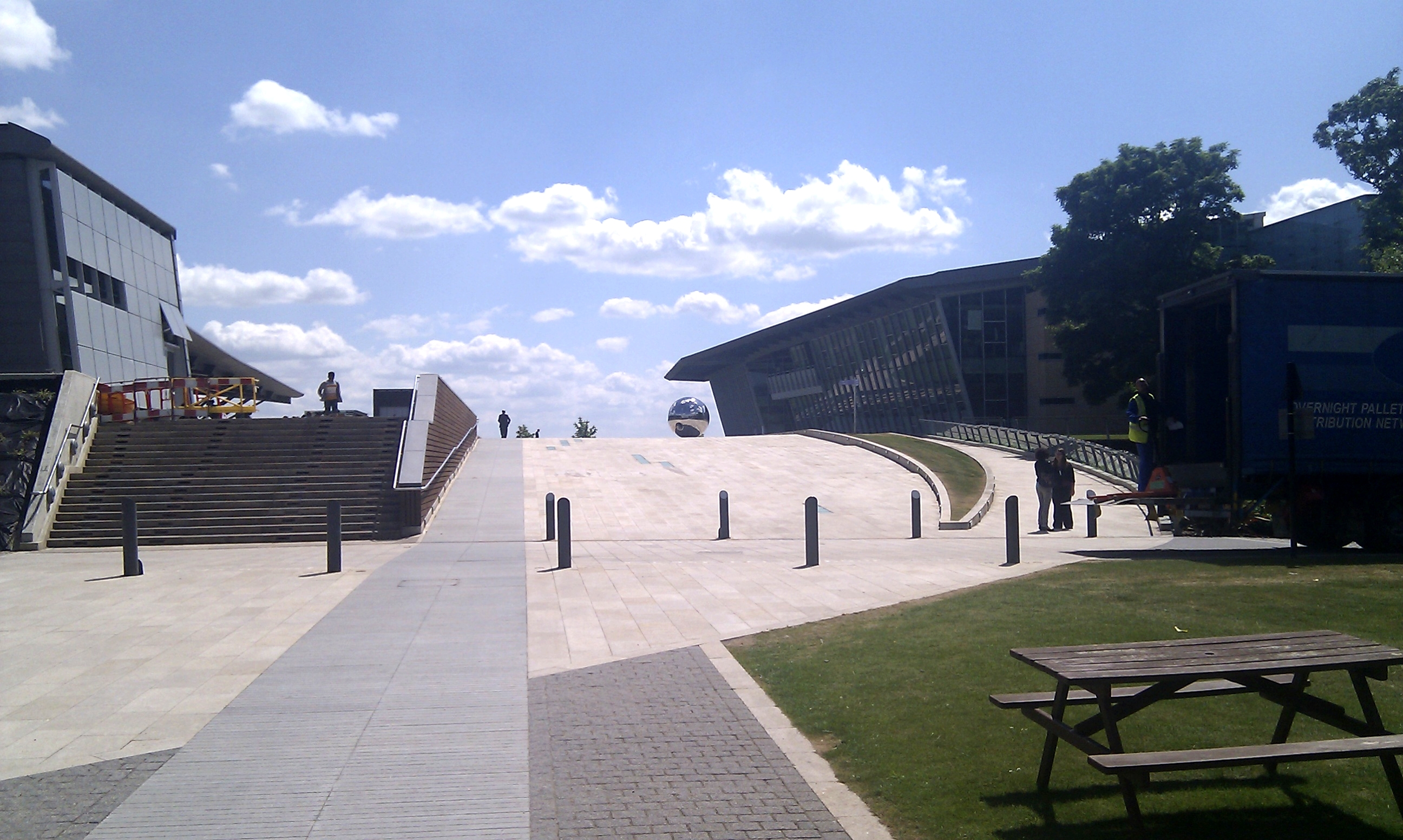
Clădirea Morgan (în dreapta), parte a Institutului Sanger

Începând cu anul 2000, Institutul Sanger a investit în secvențiere și a creat noi programe pentru biologia postgenomică - înțelegerea mesajelor din  gene . Institutul este implicat în diferite arii de cercetare:

### Genetica umană
Institutul se axează pe caracterizarea variației genetice a oamenilor. Pe lângă contribuția la Proiectul „Genomul uman”, cercetătorii de la Institutul Sanger au contribuit la diverse studii legate de îmbolnăvire, genetică comparativă și genetică evolutivă. În ianuarie 2008, lansarea  Proiectului celor 1000 de genomuri , proiect la care au colaborat cercetători din toată lumea, a semnalat efortul de a secvenția 1000 de indivizi cu scopul de a crea "cea mai detaliată hartă a variației genetice cu scopul de a înțelege studiile despre îmbolnăvire" . Datele rezultate din proiectele-pilot sunt accesibile gratuit începând cu iunie 2010.  
În anul 2010, Institutul Sanger și-a anunțat participarea la proiectul UK10K , care are ca scop secvențierea genomurilor a 10.000 de indivizi, pentru a identifica variații genetice rare și efectele lor asupra sănătății oamenilor. Institutul Sanger este de asemenea membru al International Cancer Genome Consortium, un proiect internațional care are ca scop descrierea diferitelor tipuri de tumori.
 
De asemenea, Institutul Sanger este membru al programelor de cercetare GENCODE și ENCODE  care au ca scop crearea unei enciclopedii a elementelor ADN. 

### Organisme de referință
Programele dedicate geneticii șoarecilor și peștilor folosesc secvențele ADN ale acestor organisme de referință pentru a înțelege mecanisme biologice elementare și funcțiile genelor umane. Proiectele includ studiul dezvoltării, cancerului și comportamentului.

### Genetica organismelor patogene
Institutul studiază efectele variației genetice în interactiunea dintre gazdă și organismele patogene.
Cercetarea de la Institutul Sanger include multe bacterii, viruși și alte organisme patogene. 

### Bioinformatică
Echipele de bioinformatică de la Institutul Sanger au dezvoltat sisteme IT pentru secvențiere în cercetarea postgenomică. Institutul dezvoltă și menține unelte informatice dedicate analizei ADN, ARN, proteinelor. Cercetătorii din toată lumea pot accesa aceste resurse gratuit pentru a dobândi noi cunoștințe, prin analize asistate de calculator și integrarea datelor.

### Programele doctorale și postdoctorale
Institutul are două programe doctorale: un program de 4 ani pentru studenții cu diplomă de licență în șiințe și un program de 3 ani pentru cei diplomă de medici. Programul de 4 ani permite studenților să lucreze în 3 laboratoare diferite pentru a-și lărgi cunoștințele științifice, înaintea începerii programului de doctorat propriu-zis. Fiecare student trebuie șă-și aleagă cel puțin un proiect experimental și cel puțin unul de informatică.

Institutul are aproximativ 50 de studenți la studiile de licență, toți fiind înregistrați la Universitatea Cambridge.

## Fotogalerie

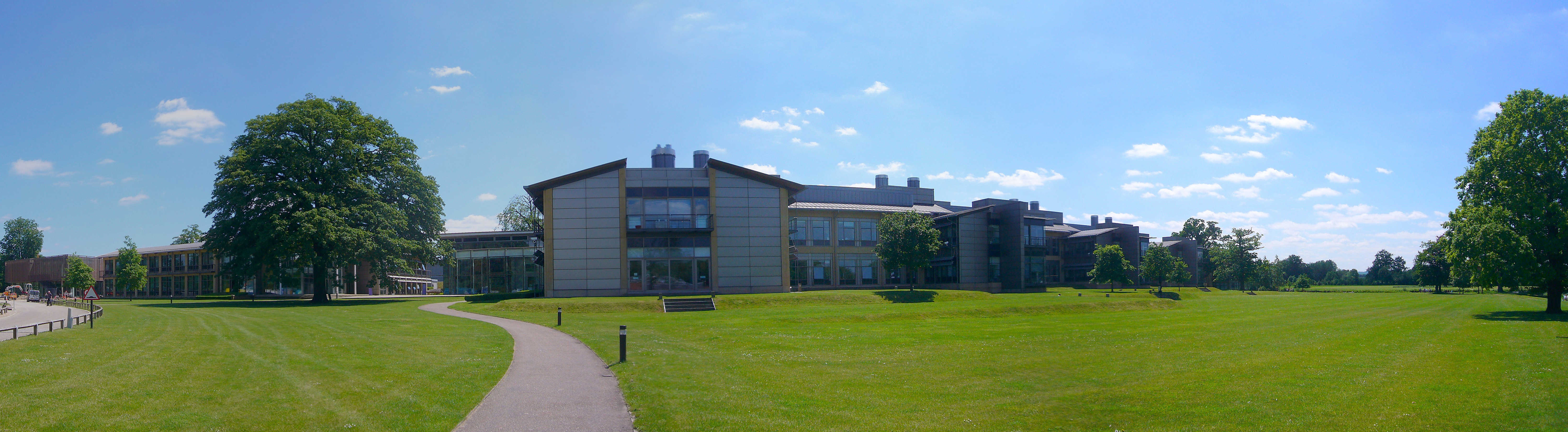
Campusul dedicat ADN-ului, din Cambridgeshire, UK
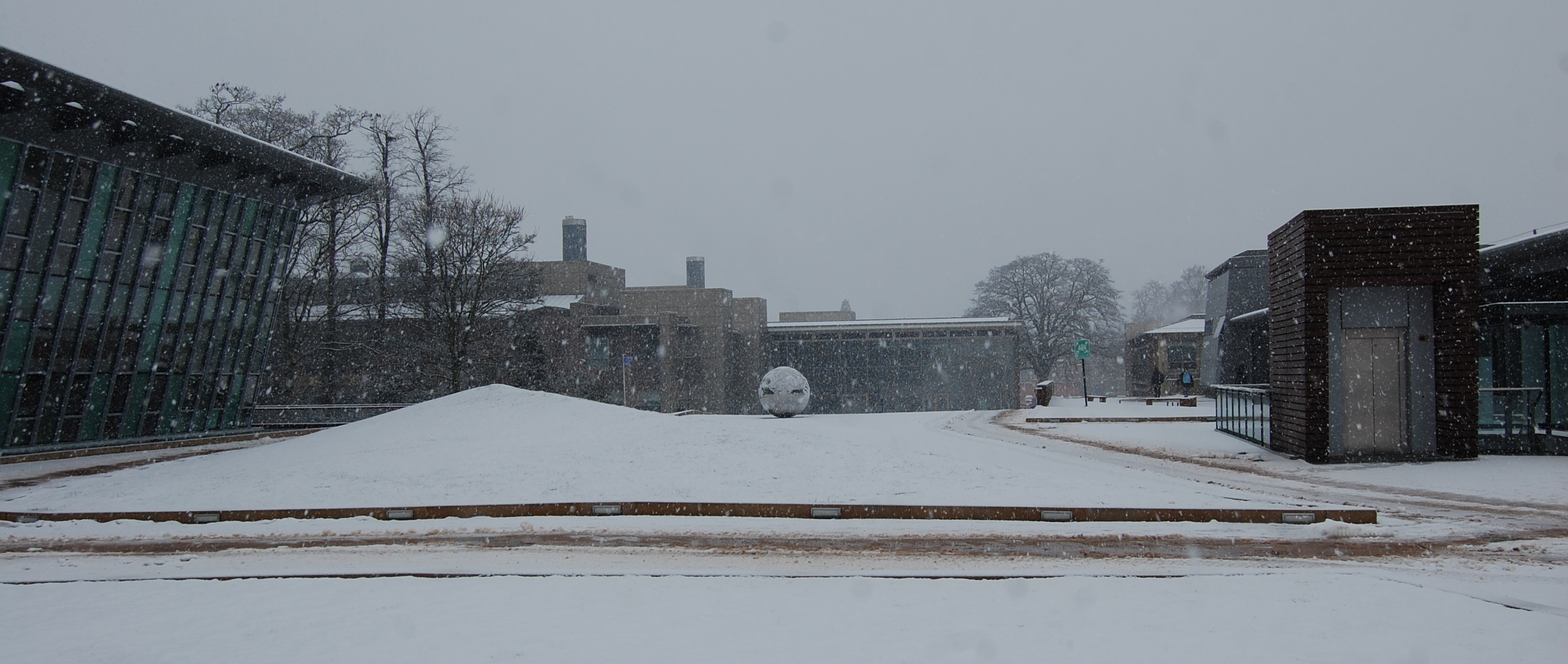
Campusul dedicat ADN-ului, din Cambridgeshire, UK, iarna
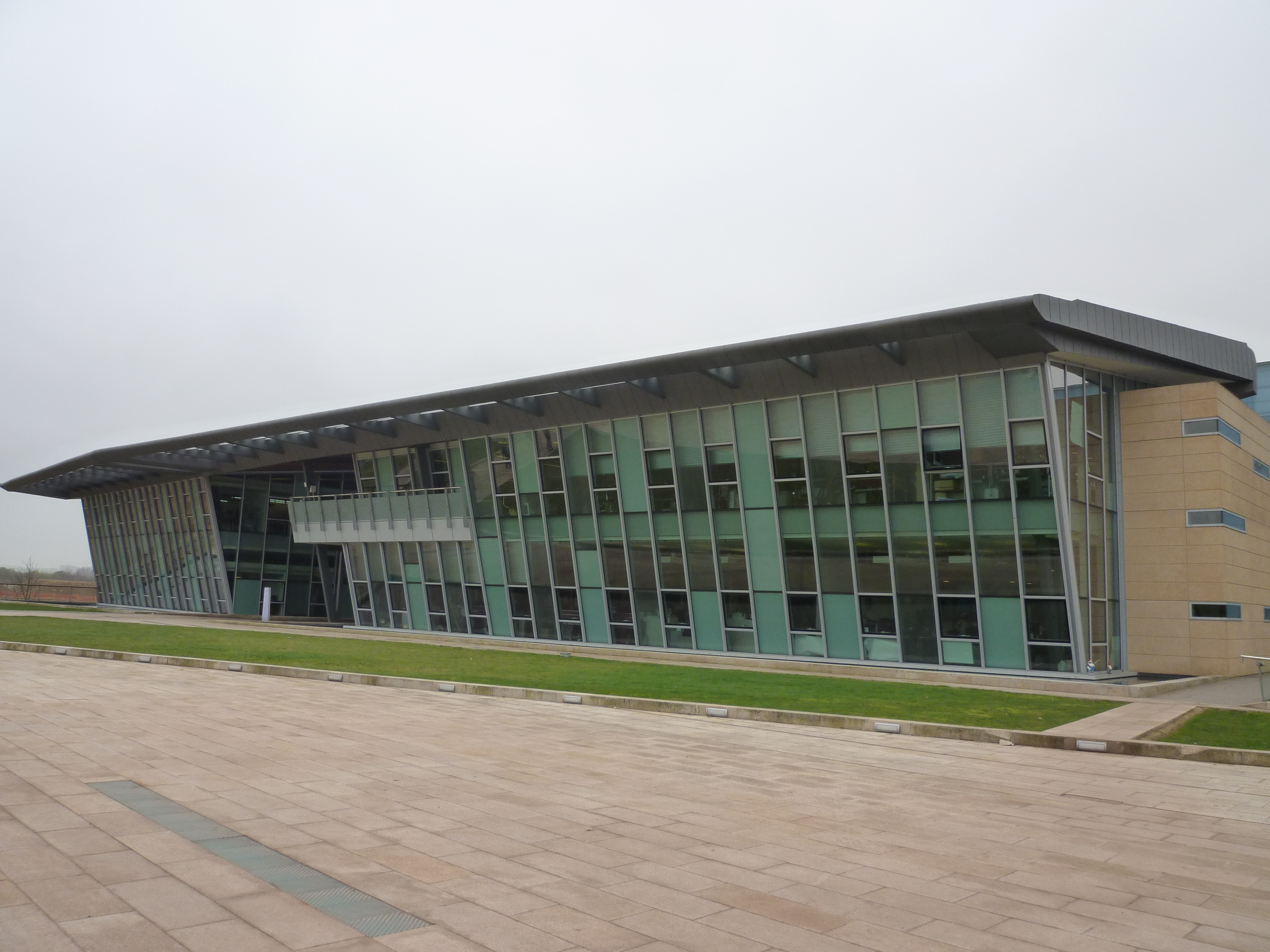
Clădirea Morgan a Institutului Sanger
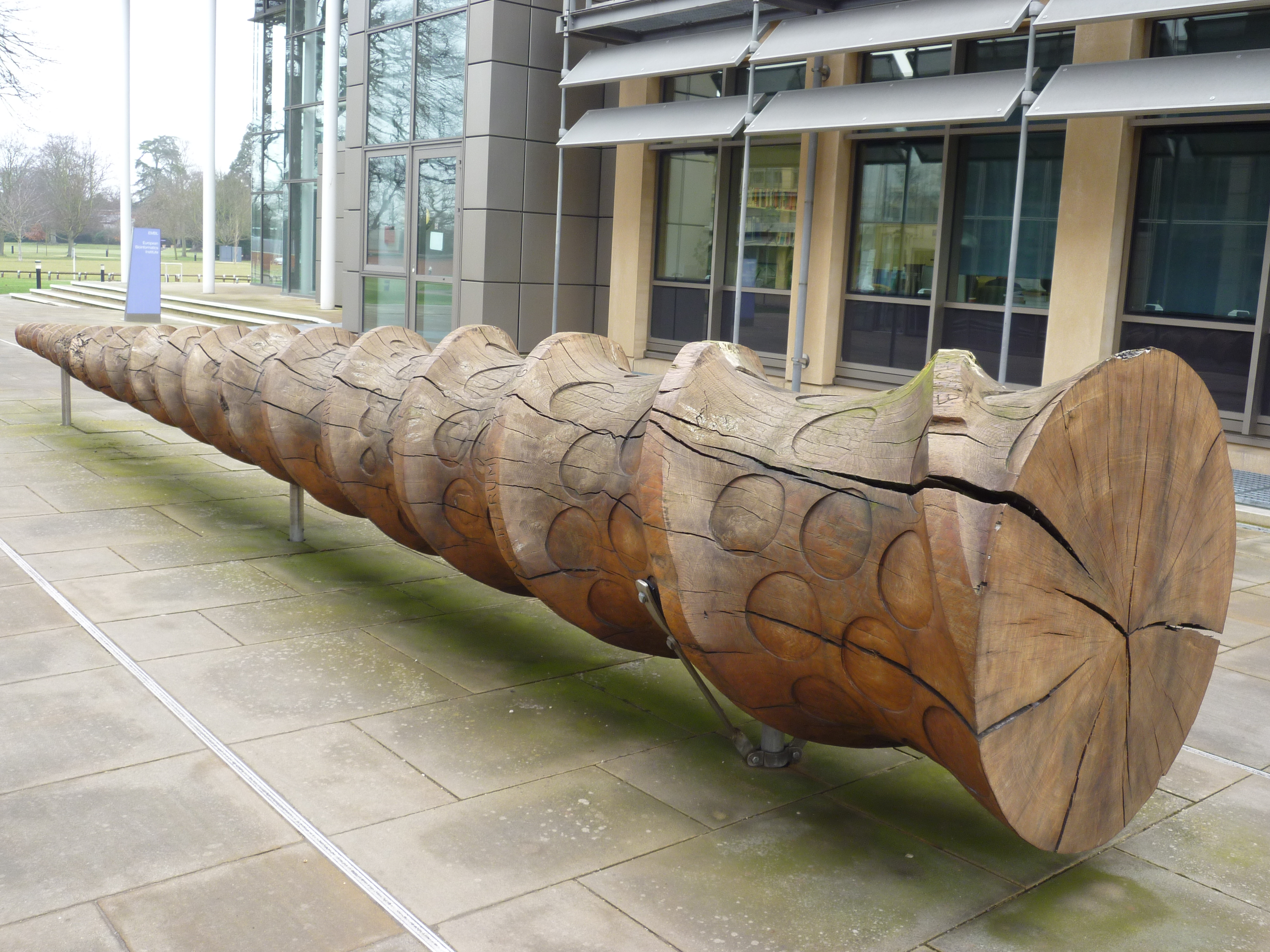
Sculptură din Campusul dedicat ADN-ului
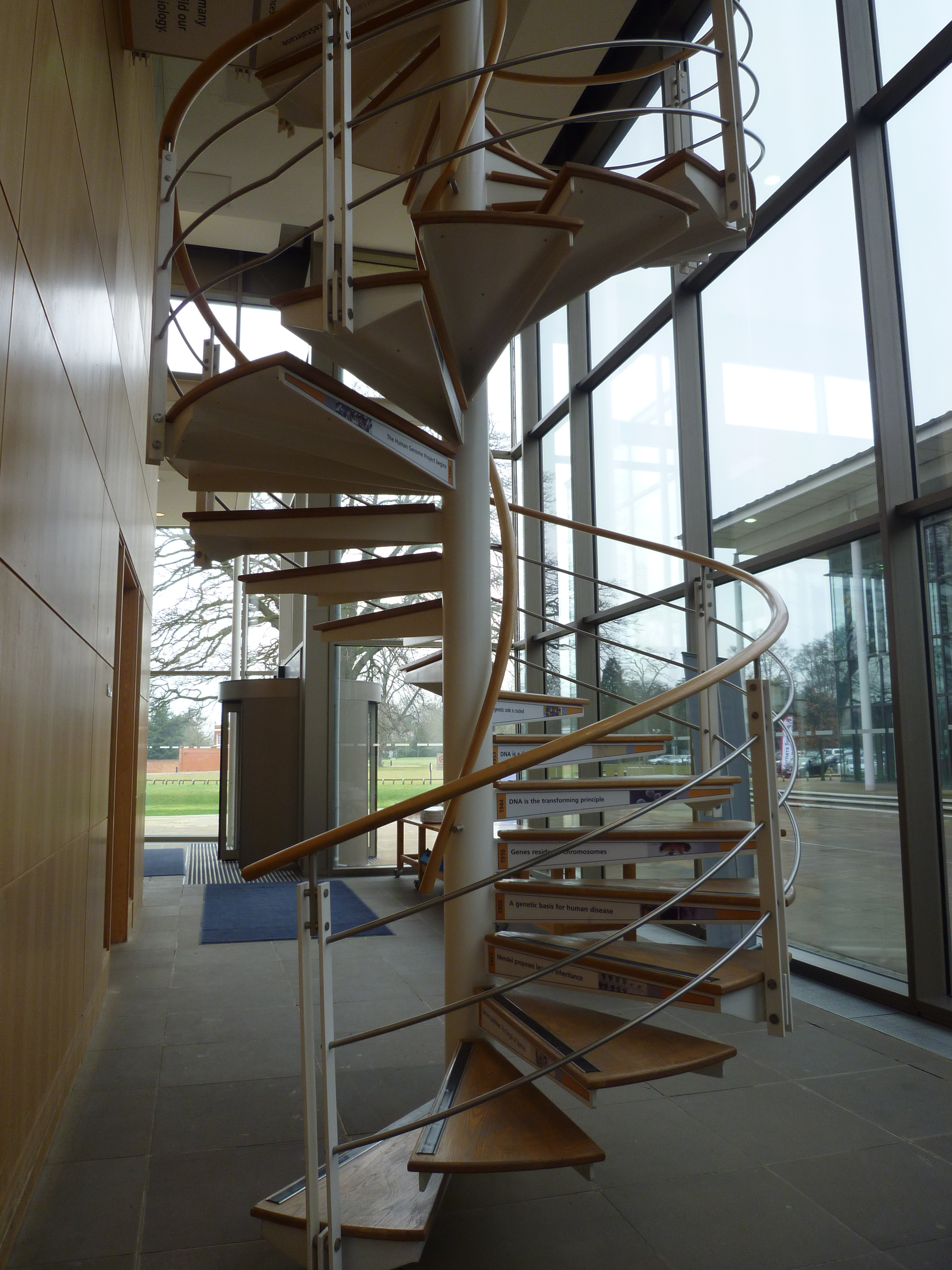
Scară în formă de helix
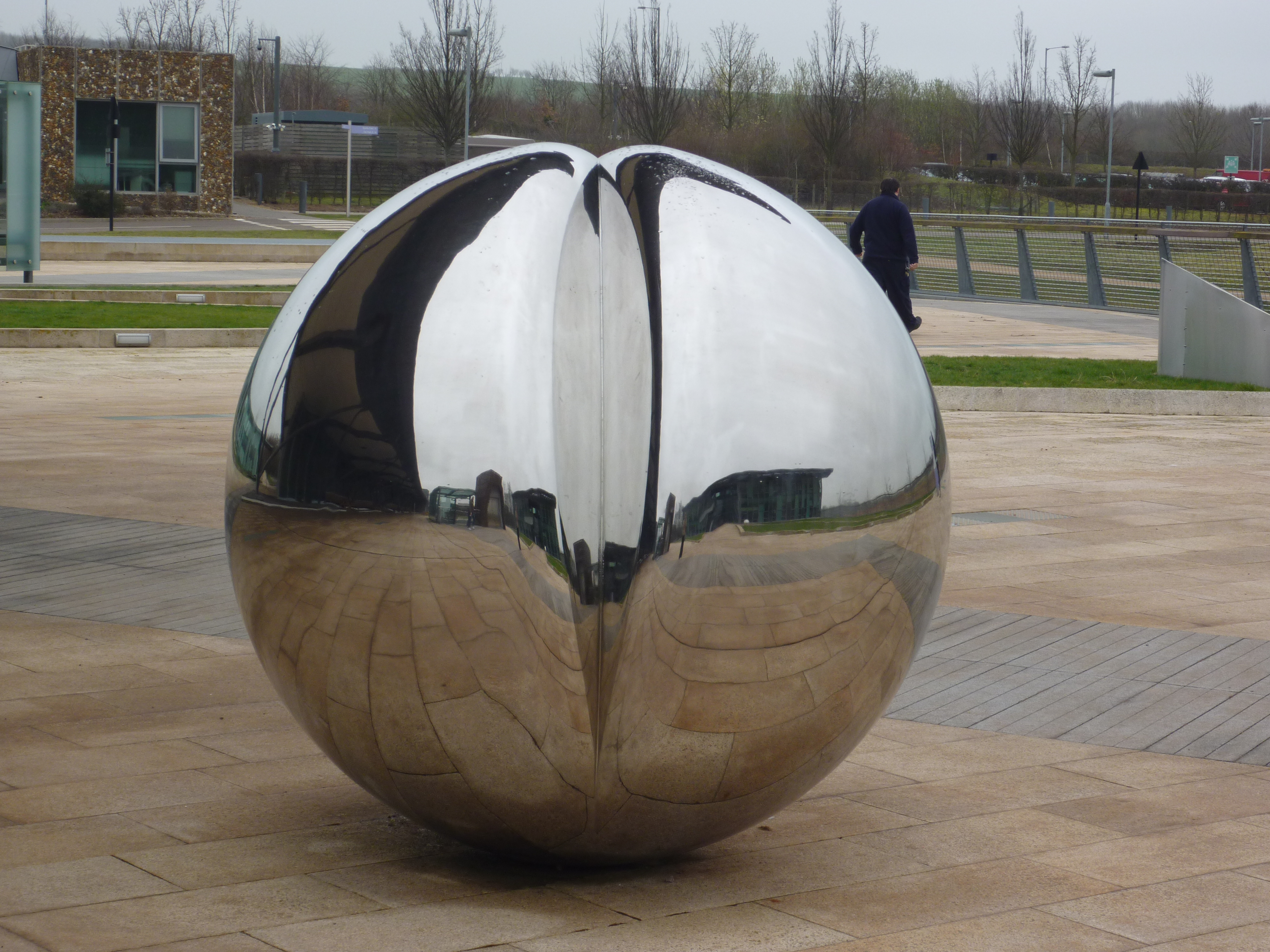
Sculptură de metal din Campusul dedicat ADN-ului
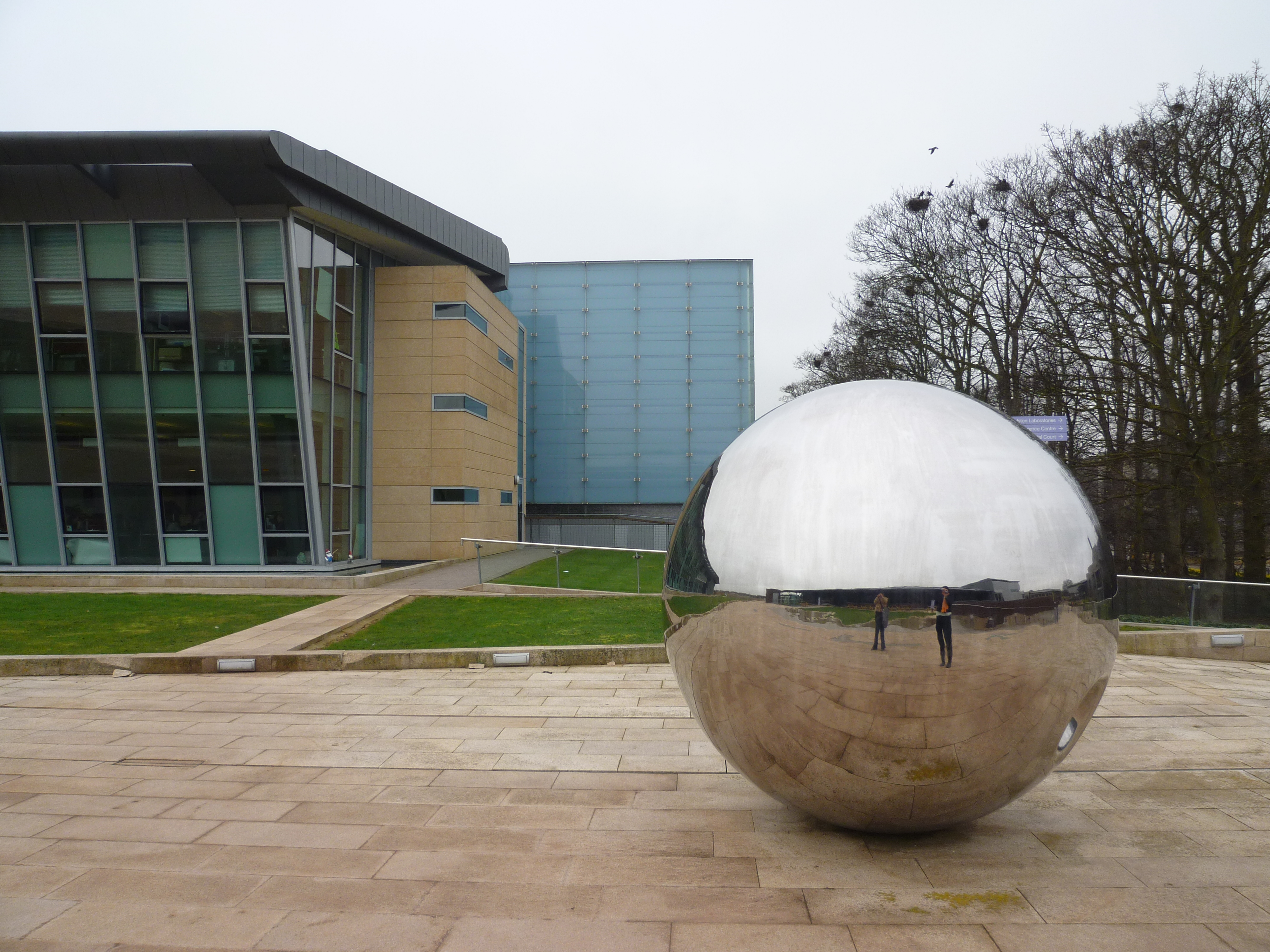
Sculptură de metal din Campusul dedicat ADN-ului